# Hard Luck Woman
Singles de Kiss
Beth
(1976) Calling Dr. Love
(1977)
Pistes de Rock and Roll Over
See You in Your Dreams
(8) Makin' Love
(10)
Hard Luck Woman est une chanson du groupe américain de hard rock Kiss, premier single de l'album Rock and Roll Over sorti en 1976. La chanson a été écrite par Paul Stanley, à l'origine prévue pour Rod Stewart mais ce dernier n'a trouvé aucun intérêt à la chanter, Kiss décida donc de la garder pour eux. C'est Peter Criss qui s'occupait du chant pour ce titre, espérant pour le groupe que le single rencontrerait le même succès que Beth.
Une version live de la chanson apparaît sur Alive II paru en 1977, version enregistrée dans un entrepôt vide, les cris du public ayant été ajoutés par la suite pour donner l'impression que le titre avait été joué en concert.

## Reprises
- En 1994, par le chanteur de country Garth Brooks, accompagné par Kiss pour le tribute album Kiss My Ass: Classic Kiss Regrooved. Le 13 juillet de cette même année, Kiss et Brooks interpréteront cette version dans l'émission The Tonight Show with Jay Leno[1].
- En 1997, le groupe danois Pretty Maids a repris le titre sur leur album Spooked.
- En 1999, la chanteuse japonaise Maki Nomiya (en) a repris le titre sur son album Miss Maki Nomiya Sings.
- En 2005, le groupe italien Giuliano Palma & the Bluebeaters a repris le titre sur leur album Long Playing.

## Composition du groupe
- Paul Stanley – guitare acoustique 12 cordes
- Gene Simmons – basse acoustique
- Peter Criss – chants & batterie
- Ace Frehley – guitare acoustique

## Liste des titres
| A. | Hard Luck Woman | Paul Stanley               | 3:29 |
| B. | Mr. Speed       | Paul Stanley, Sean Delaney | 3:19 |